# William Legge, 10. jarl af Dartmouth
William Legge, 10th Earl of Dartmouth (født 23. september 1949) er siden 2009 britisk medlem af Europa-Parlamentet, valgt for UK Independence Party (indgår i parlamentsgruppen Europa for frihed og demokrati).